# Estació d'Avinguda Tibidabo
L'estació d'Avinguda Tibidabo es troba al km 1,9 del ramal Gràcia-Av. Tibidabo de la xarxa de Ferrocarrils de la Generalitat de Catalunya (FGC), al subsòl de la plaça de John F. Kennedy, entre el carrer de Balmes i l'inici de l'avinguda del Tibidabo de Barcelona, on hi ha l'origen del Tramvia Blau, que enllaça amb el Funicular del Tibidabo.

## Història i descripció
Va ser inaugurada el 1954, juntament amb tot el ramal, i té un sol accés des del centre de la plaça, amb una escalinata, una escala mecànica i un ascensor que condueixen al vestíbul, des del qual es baixa al nivell inferior, situat a molta profunditat, i per això hi ha quatre ascensors i una llarga escalinata. Hi ha una única via amb andanes laterals de 66 m.

## Serveis ferroviaris
| Línia Barcelona-Vallès de FGC |           |       |          |                        |
| Procedència/Destinació        | <         | Línia | >        | Procedència/Destinació |
| Pl. Catalunya                 | El Putxet |       | terminal | terminal               |